# Rhinocypha stygia
Rhinocypha stygia är en trollsländeart som beskrevs av W. Foerster 1897. Rhinocypha stygia ingår i släktet Rhinocypha och familjen Chlorocyphidae. Inga underarter finns listade i Catalogue of Life.